# Sơn ca đuôi trắng
Sơn ca đuôi trắng (danh pháp hai phần: Mirafra albicauda) là một loài chim thuộc Họ Sơn ca. Loài này sinh sống trong một phạm vi có diện tích khoảng 430.000 km vuông, tại Chad, Cộng hòa Dân chủ Congo, Ethiopia, Kenya, Sudan, Tanzania, và Uganda.
Môi trường sinh sống tự nhiên của sơn ca đuôi trắng là đồng cỏ thấp ngập nước hoặc ẩm ướt nhiệt đới.